# Марковское (Луганская область)
Марковское (укр. Марківське) — село в Марковском районе Луганской области Украины. Входит в Леснополянский сельский совет.
Население по переписи 2001 года составляло 306 человек. Почтовый индекс — 349657. Телефонный код — 6464. Занимает площадь 0,491 км². Код КОАТУУ — 4422586603.

## Местный совет
92430, Луганська обл., Марківський р-н, с. Лісна Поляна, вул. Леніна, 13а  (укр.)